# قطعنامه ۱۷۹۷ شورای امنیت
قطعنامه ۱۷۹۷ شورای امنیت سازمان ملل متحد که در تاریخ ۳۰ ژانویه ۲۰۰۸ تصویب شد، سندی بین‌المللی دربارهٔ اوضاع در مورد جمهوری دموکراتیک کنگو است. این قطعنامه طی نشست ۵۸۲۸ام با ۱۵ رای موافق، ۰ مخالف و ۰ ممتنع تصویب شد.